# Concordança d'adjectius i substantius de colors en català
En català, els noms i adjectius de colors estan subjectes a regles ortogràfiques gramaticals precises i relativament complexes pel que fa a les seves formes plurals, per als substantius, o llur concordança o no amb el nom que qualifiquen per als adjectius. El terme mateix de color, utilitzat com a substantiu, pot tenir o no una forma plural segons el cas.
Aquest article es compon de tres parts:
1. Regles de concordança en gènere i nombre d'adjectius de color, amb una taula (no exhaustiva) d'adjectius de color invariables;
2. Les regles de concordança en gènere i en nombre de noms de color;
3. Regles de concordança del mot color.

## Adjectius de color

### Resum de les normes de concordança
En general, els adjectius de color coincideixen en gènere i nombre amb el substantiu que qualifiquen (per exemple, llums blaves), exceptat en els casos següents:
- adjectius que provenen de noms comuns o propis, per exemple, guants llimona (que significa guants de la color d'una llimona) ;
- adjectius d'origen estranger, per exemple una jaqueta caqui ;
- adjectius composts per diverses paraules, per exemple ulls blaus fosc.

Tanmateix, hi ha excepcions a aquestes regles que es detallen aquí sota.

### Adjectius simples de color
En general, els adjectius simples, és a dir formats a partir d'una sola paraula, concorden en gènere i nombre amb el substantiu al qual es refereixen: blanc, negre, bru, porpra, etc.
Així mateix, els adjectius derivats dels adjectius i noms de color concorden en gènere i nombre amb el substantiu al qual es refereixen: beix, rosenc, marronós, etc., blanquinós, blavós, brunenc, verdós, etc., argentat o plata, coure, or, etc., cremós, lletós, etc., daurat, envermellit, enverdit, etc.
Exemples
- Una paret blanca, cases blanques
- Una bandera blava, flames blaves
- Un vestit verd, pomes verdes

Però: Mobles taronja, tasses taronja (per a l'adjectiu taronja vegeu més avall).

### Adjectius provinents de noms propis o de noms comuns

#### Regla general
Una sèrie de colors es designen segons noms comuns (per exemple, taronja, oliva) esdevinguts adjectius per metonímia o, més raramentnoms propis (per exemple, magenta) utilitzats com a noms comercials abans de convertir-se en adjectius. Generalment, els que són d’ús tradicional, concorden en gènere i nombre amb el substantiu o pronom amb què van relacionats (burell, castany, carmesí, encarnat, escarlata, falb, glauc, lila, malva, morat, porpra, rosa, violeta...) :
Cabells castanys
Mitjons liles o Mitjons lila
Les camises rosa o Les camises roses
Aquests porquets roses són coberts de fang
Mocadors malva o Mocadors malves
Tons porpres
La vergonya féu venir escarlates les galtes de la minyona
Cortines encarnades
Pantalons falbs

però no pas els altres, més rars o insòlits:
Vestits albercoc
Ulls maragda
Cortines pruna
Camises banana.
Sabates anacard

### Adjectius formats a partir de paraules d'origen estranger
Els adjectius de color formats per manlleus lèxics d'una llengua estrangera són invariables (p. ex.,  caqui de l'hindi via l'anglès "khaki", del persà khāk « pols » i no pas del fruit homònim, d'origen japonès).
Exemples
- Samarretes caqui.

### Formes adjectivals complexes
Quan la locució adjectival de color es compon de diversos substantius o adjectius, aquests noms i adjectius no coincideixen ni en gènere ni en nombre.
Però no pas quan la forma adjectival prové d'una expressió (per exemple, fulla seca, mares del vi...).
A més, quan el substantiu o adjectiu de color és una locució formada a partir d'un nom propi, el nom propi conserva la seva majúscula i la seva invariabilitat.
Exemples:
- jerseis verd pàl·lid, un cotxe blau fosc (que vol dir jerseis d'un verd pàl·lid, un cotxe d'un blau fosc)
- mars blau verd
- ulls gris-blau
- guardapits groc palla
- sederies fulla seca
- Xals blau Nattier (de Jean-Marc Nattier), cortines verd veronès (de Paolo Veronese.

### Objectes multicolors
Si diversos adjectius simples de color es refereixen al mateix objecte, seran invariables. En canvi, si descriuen objectes diferents, coincidiran en nombre i gènere.
- Banderes blau, blanc i vermell (cada bandera és tricolor).
- Banderes blaves, blanques i vermelles (algunes són blaves, unes altres són blanques, unes altres són vermelles).

Nota: si els adjectius utilitzats són invariables, la regla anterior no permet de distingir les dues situacions: l'expressió estovalles espàrrec i albercoc pot descriure un aplec de tovalles d'una sola color, algunes de color d'espàrrec i algunes de color d'albercoc, o un aplec de tovalles de dues colors que comporten tant la color d'espàrrec] com la color d'albercoc.

## Noms de colors

### Gènere dels noms de color
L'adjectiu qualificatiu de color utilitzat com a nom pren el gènere masculí.
Exemples
- un verd
- un vermell
- un cirera
- una rosa
- un maduixa
- un festuc

I també es pot dir:
- una color verda
- una color vermella
- una color (de) cirera
- un color (de) rosa
- una color (de) maduixa
- una color (de) festuc

En els quatre exemples anteriors, els adjectius verd i festuc concorden segons les regles dels adjectius de color.

### Plural dels substantius de color
L'adjectiu qualificatiu de color utilitzat com a substantiu concorda com qualsevol altre substantiu.
- pantalons verds
- camisetes blaves

Els noms de colors compostos (formats a partir d'adjectius de colors escrits amb els elements que els conformen separats i sense tret d'unió, o composts de termes lligats entre si amb 'i') són invariables en el registre formal:
- verd clar
- vermell fosc
- blau marí molt fosc
- blau verd
- gris blau
- gris rogenc
- verd pàl·lid
- blau elèctric
- verd blavós tirant a gris
- marró vermellós
- gris perla
- groc palla
- blau cel brillant
- groc canari
- verd poma
- negre i blanc
- cafè amb llet

## Regles de concordança del motcolor
Quan la paraula color descriu una persona o cosa, sempre és en singular:
- Llapis de color ;
- llençols de color;
- fotos en color;
- televisors en color ;
- cadires de color (de) coure.

Quan la paraula color no descriu l'objecte (o la persona) en si sinó una pluralitat de colors, és en plural:
- una capsa de colors ;
- una llista de colors ;
- una barreja de colors clares i fosques

- fotos en colors.
- un televisor en colors
- la televisió en colors